# Инверсо-Пинаска
Инверсо-Пинаска (итал. Inverso Pinasca) — коммуна в Италии, располагается в регионе Пьемонт, в провинции Турин.
Население составляет 659 человек (2008 г.), плотность населения составляет 94 чел./км². Занимает площадь 7 км². Почтовый индекс — 10060. Телефонный код — 0121.

## Демография
Динамика населения:

## Администрация коммуны
- Официальный сайт: http://www.comune.inversopinasca.to.it/